# Мітіакі Такахасі
Мітіакі Такахасі (яп. Takahashi 理明, 17 лютого 1928 — 16 грудня 2013) — вірусолог з Японії. Автор вакцини проти вітряної віспи.

## Біографія
Мітіакі Такахасі народився 1928 року в Осаккі. Отримав медичний ступінь в Осакському університеті. У 1959 році вступив на роботу в Дослідний інститут мікробних захворювань при тому ж університеті. Після вивчення штамів кору і поліомієліту доктор Такахасі в 1963 році влаштувався працювати в Бейлорський університет і переїхав до США.
В інтерв'ю газеті «Financial Times» у 2011 році Мітіакі стверджував, що на розробку вакцини проти вітряної віспи його підштовхнула хвороба сина, який в 1964 перехворів на важку форму хвороби після зараження від друга за іграм.
У 1965 році Такахасі повернувся до Японії. Лікар почав вирощувати живі, але ослаблені версії вірусу віспи у клітинах тварин та людини. Отриманий патоген не викликав захворювання, але стимулював імунну систему виробляти антитіла. До 1970 Мітіакі розробив першу версію вакцини. У 1972 році почалися клінічні дослідження препарату. Протягом кількох років Японія та інші країни розпочали широкомасштабні програми вакцинація. У США вакцину проти вітряної віспи схвалили в 1995 році.
10 березня 1997 року доктору Такахасі була вручена премія VZV Research Foundation за наукові здобутки.
5 жовтня 2005 року в Японії заснували щорічну премію, названу на честь Такахасі.
Помер від серцевої недостатності у 2013 році.
17 лютого 2022 року Google опублікував дудл на честь 94-річчя від дня народження Такахасі.